# Poopósjön

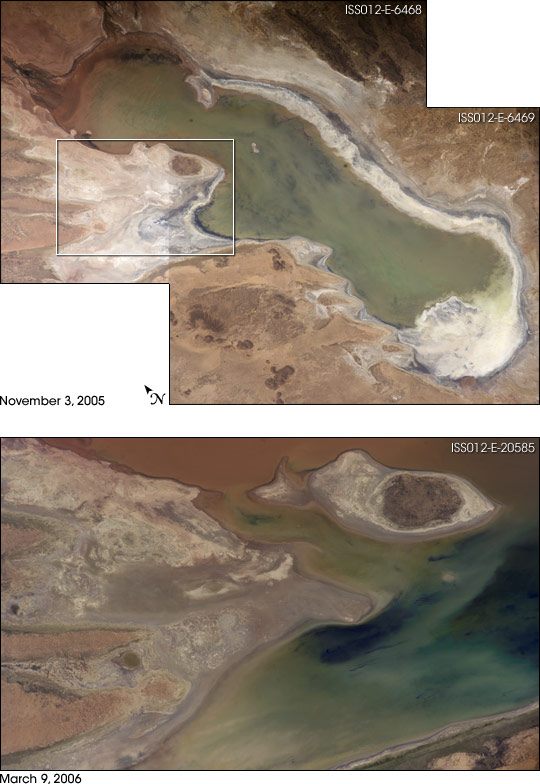
Den övre bilden visar sjön med låg vattennivå, stora saltytor och leriga områden. Regnet som kom senare resulterade i att sjön fylldes med grumligt vatten från Desaguaderofloden. Den nedre bilden visar sjön sedan den fyllts och täcker de västliga saltytorna.

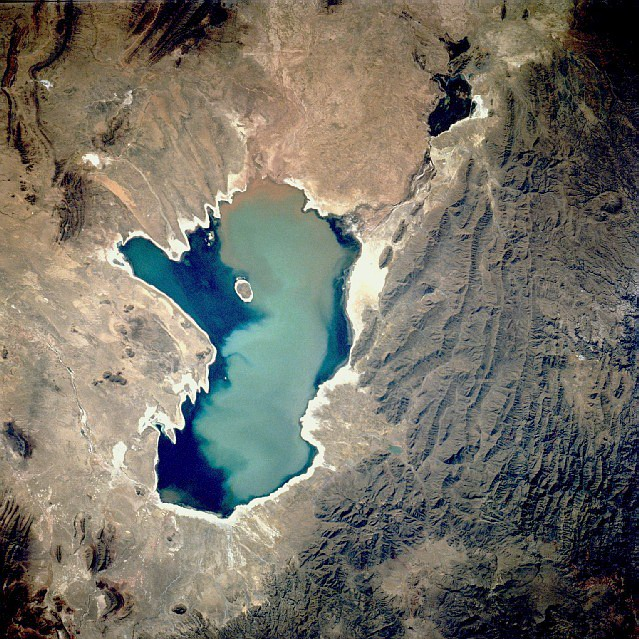
Poopósjön, september 1991

Poopósjön (spanska: Lago Poopó) är en saltvattensjö som ligger omkring 130 kilometer söder om Oruro i Bolivia. Den har en genomsnittlig variabel yta av 1 340 km² och fylls i norr på av Desaguaderofloden som är det enda utflödet från Titicacasjön. Sjöns vatten är mycket grumligt och det finns stora områden av lera. Poopósjön har ett utlopp i söder av en liten flod som går västerut till Salar de Coipasa. Sjön finns upptagen i Ramsarkonventionen.
Poopósjöns ligger på en hög nivå - omkring 3 400 meter över havet. Den mycket grund, i allmänhet mindre än 3 meter djup. Klimatet är mycket torrt och små förändringar i nederbörden i det omgivande området har stor påverkan på vattennivån i sjön. När sjön är fylld täcker den omkring 2 500 km², vilket gör den till en av Sydamerikas största saltvattensjöar och är en viktig plats för flyttfåglar, bland annat flamingo. Den är omkring 90 kilometer lång och 32 kilometer bred.
Vid smältningen under Andernas senaste istid för mellan 11 000 och 13 000 år sedan, var Poopósjön en del av en stor glaciärsjö som kallas Ballivián. Den stora sjön innefattade då Salar de Coipasa, Salar de Uyuni och Titicacasjön. På senare år har vattennivån sjunkit i sjön, vilket visas av den ljusa strandlinje som omger stora delar av sjön. Vattennivån har även sjunkit i Titicacasjön vilket har minskat flödet i Desaguaderofloden. Mycket sjövatten förloras också genom avdunstning som orsakas av den heta solen och de starka vindarna. Norr om sjön ligger den mindre sjön Uru Uru, vilken omges av sumpmark.